# Felix von Groote
Felix August Rudolph von Groote (* 9. Juni 1828 in Köln; † 22. November 1889 in Ahrweiler) war ein preußischer Verwaltungsjurist und Landrat im Landkreis Ahrweiler.

## Leben
Felix von Groote war ein Sohn des Kurkölner Kanzlers Joseph von Groote und dessen Ehefrau Margarete Auguste, geborene Schaffhausen. Nach dem Besuch eines Gymnasiums in Köln und der erfolgten Reifeprüfung im Jahr 1847 absolvierte er bis 1850 ein Studium der Rechtswissenschaften in Bonn, Heidelberg und Berlin. Im Anschluss diente er als Einjährig-Freiwilliger in einem Ulanen-Regiment und später avancierte er noch zum Leutnant der Reserve. Am 16. Oktober 1850 wurde er Auskultator beim Landgericht Köln und nach der bestandenen Großen Staatsprüfung im November 1852 wurde er ab Mai 1856 Gerichtsassessor beim Landgericht Bonn. In Bonn wurde er weiterhin dem Landratsamt zur Hilfeleistung zugeteilt und nach dem Tode des Landrates von Ahrweiler Wilhelm von Hoevel wurde Groote im Juli 1859 zum kommissarischen Landrat des Landkreises Ahrweiler ernannt. Die definitive Ernennung zum Landrat folgte am 31. August 1859 per Allerhöchster Kabinettsorder sowie die Amtseinführung am 4. Oktober 1859. Von Groote verstarb 61-jährig im Jahr 1889 nach 30-jähriger Dienstzeit während seines Dienstes, er hinterließ aus zwei Ehen 17 Kinder.

## Auszeichnungen
- Ritter des Roten Adlerordens III. Klasse mit Schleife[2]
- 1889: Ernennung zum Geheimen Regierungsrat[2]

## Ergänzendes
In Grootes Amtszeit im Landkreis Ahrweiler fielen langwierige Verhandlungen zur Gründung einer Sparkasse (1865), Neubauten von Volksschulen, sowie die Errichtung der Ahrtalbahn, zunächst von Remagen bis Ahrweiler (1880), dann bis Altenahr (1886) und zuletzt bis Adenau (1888). Das Gehalt des Landrats betrug jährlich 4.000 Mark, wovon jedoch die Betriebskosten für eine eigene Kutsche, sowie eine Begleitperson bezahlt werden mussten.

## Familie
- Felix von Groote war seit dem 23. August 1856 in Haus Vogelsang (Köln) in 1. Ehe mit Maria Theresia Josefa Simons (* 24. April 1831; † 5. Januar 1866 in Ahrweiler), Tochter des Landrats Hermann Joseph Simons und dessen Ehefrau Christine, geborene Olbertz, verheiratet. Mit ihr hatte von Groote acht Kinder:[2]
  - Rudolf Everhard Josef von Groote (* 17. Juli 1857)
  - Rudolf Felix Josef von Groote (1858–1922)
  - Everhard Arnold August von Groote (* 17. November 1859)
  - Felix Franz Jakob Hubert von Groote (* 15. Juli 1861)
  - Klara Maria Josefa von Groote (* 13. Februar 1863)
  - Therese Maria Karoline von Groote (* 13. Februar 1863)
  - Maximilian Felix August Hubert von Groote (* 19. September 1864)
  - Georg Josef August Nikolaus Huibert von Groote (* 8. Dezember 1865)

Die Mutter Maria von Groote verstarb am 5. Januar 1866 in Ahrweiler bei der Pflege armer Typhuskranker, nachdem sie sich selbst mit der Krankheit angesteckt hatte.
- In 2. Ehe war er seit dem 25. April 1868 in Aachen mit Anna Katharina Hasslacher (* 6. Juli 1840 in Aachen; † 13. Mai 1919 in Ahrweiler), Tochter des Landrats und Polizeidirektors Franz Carl Hasslacher und dessen Ehefrau, Therese, geborene Mertens verheiratet.[1] Aus der zweiten Ehe gingen weitere 7 Kinder hervor.[2]
  - Karl Franz Hubert Maria von Groote (* 8. Februar 1869) und 6 weitere Geschwister.[2]